# Elecciones estatales de Baja California Sur de 2002
Las elecciones estatales de Baja California Sur de 2002 se realizaron el domingo 3 de febrero de 2002 y en ellas se renovaron los siguientes cargos de elección popular del estado mexicano de Baja California Sur:
- 21 diputados del Congreso del Estado. 15 electos por mayoría relativa y 6 designados mediante representación proporcional para integrar la X Legislatura.
- 5 ayuntamientos. Compuestos por un presidente municipal y sus regidores, electos para un periodo de tres años.

La coalición que participó en el estado fue "Coalición Democrática y del Trabajo".

## Organización

### Partidos políticos
En las elecciones estatales tienen derecho a participar nueve partidos políticos. Ocho son partidos políticos con registro nacional: Partido Acción Nacional (PAN), Partido Revolucionario Institucional (PRI), Partido de la Revolución Democrática (PRD), Partido del Trabajo (PT), Partido Verde Ecologista de México (PVEM), Partido de la Sociedad Nacionalista (PSN), Partido Alianza Social (PAS), Convergencia Por la Democracia Partido Político Nacional (CPDPPN), y un partido político estatal: Partido de la Revolución Socialista (PRS).

### Distritos electorales
Para la elección de diputados de mayoría relativa del Congreso del Estado de Baja California Sur el estado se divide en 15 distritos electorales.
| Distrito | Cabecera            | Municipios      | Mapa |
| -------- | ------------------- | --------------- | ---- |
| 1        | La Paz              | La Paz          |      |
| 2        | La Paz              | La Paz          |      |
| 3        | La Paz              | La Paz          |      |
| 4        | La Paz              | La Paz          |      |
| 5        | La Paz              | La Paz          |      |
| 6        | Todos Santos        | La Paz          |      |
| 7        | San José del Cabo   | Los Cabos       |      |
| 8        | Cabo San Lucas      | Los Cabos       |      |
| 9        | Ciudad Constitución | Comondú         |      |
| 10       | Ciudad Constitución | Comondú         |      |
| 11       | Ciudad Insurgentes  | Comondú         |      |
| 12       | Loreto              | Loreto, Comondú |      |
| 13       | Santa Rosalía       | Mulege          |      |
| 14       | Guerrero Negro      | Mulege          |      |
| 15       | Bahía Tortugas      | Mulegé          |      |

## Resultados

### Ayuntamientos
|  | 41.25 % |

|  | 21.16 % |

|  | 19.33 % |

|  | 13.01 % |

|  | 2.01 % |

|  | 0.91 % |

|  | 0.36 % |

|  | 0.13 % |

|  | 0.01 % |

|  | 98.18 % |

|  | 1.82 % |

|  | 100.00 % |

|  | 53.17 % |

#### Resultados por Distrito Local
|  | 40.58 % |

|  | 17.32 % |

|  | 9.63 % |

|  | 27.87 % |

|  | 2.24 % |

|  | 40.53 % |

|  | 19.83 % |

|  | 11.18 % |

|  | 24.29 % |

|  | 1.96 % |

|  | 37.27 % |

|  | 17.07 % |

|  | 15.11 % |

|  | 25.99 % |

|  | 2.48 % |

|  | 42.22 % |

|  | 13.75 % |

|  | 10.58 % |

|  | 30.24 % |

|  | 1.77 % |

|  | 40.22 % |

|  | 14.99 % |

|  | 13.82 % |

|  | 26.48 % |

|  | 2.22 % |

|  | 48.28 % |

|  | 15.19 % |

|  | 3.96 % |

|  | 28.82 % |

|  | 0.57 % |

|  | 53.44 % |

|  | 14.48 % |

|  | 18.67 % |

|  | 0.92 % |

|  | 10.23 % |

|  | 42.51 % |

|  | 7.48 % |

|  | 39.32 % |

|  | 1.45 % |

|  | 7.24 % |

|  | 32.47 % |

|  | 34.70 % |

|  | 29.55 % |

|  | 1.76 % |

|  | 1.51 % |

|  | 35.45 % |

|  | 32.70 % |

|  | 27.63 % |

|  | 2.59 % |

|  | 1.62 % |

|  | 36.29 % |

|  | 32.85 % |

|  | 24.34 % |

|  | 2.04 % |

|  | 4.47 % |

|  | 36.26 % |

|  | 23.80 % |

|  | 36.83 % |

|  | 0.30 % |

|  | 1.03 % |

|  | 36.24 % |

|  | 49.16 % |

|  | 9.62 % |

|  | 0.00 % |

|  | 2.87 % |

|  | 48.77 % |

|  | 37.28 % |

|  | 10.92 % |

|  | 0.00 % |

|  | 0.18 % |

|  | 43.47 % |

|  | 42.73 % |

|  | 10.36 % |

|  | 0.00 % |

|  | 0.49 % |

|  | 41.25 % |

|  | 21.16 % |

|  | 19.33 % |

|  | 13.01 % |

|  | 3.41 % |

#### Resultados por Municipio
|  | 35.28 % |

|  | 32.73 % |

|  | 27.54 % |

|  | 2.07 % |

|  | 2.38 % |

|  | 41.02 % |

|  | 16.41 % |

|  | 11.19 % |

|  | 27.22 % |

|  | 1.98 % |

|  | 34.65 % |

|  | 23.01 % |

|  | 38.83 % |

|  | 0.00 % |

|  | 1.04 % |

|  | 47.11 % |

|  | 10.43 % |

|  | 30.62 % |

|  | 1.23 % |

|  | 8.50 % |

|  | 42.04 % |

|  | 43.75 % |

|  | 10.22 % |

|  | 0.00 % |

|  | 1.43 % |

|  | 41.25 % |

|  | 21.16 % |

|  | 19.33 % |

|  | 13.01 % |

|  | 3.41 % |

### Congreso del Estado de Baja California Sur
|  | 39.79 % |

|  | 24.33 % |

|  | 17.45 % |

|  | 11.24 % |

|  | 2.24 % |

|  | 1.26 % |

|  | 0.70 % |

|  | 0.47 % |

|  | 0.01 % |

|  | 97.49 % |

|  | 2.51 % |

|  | 100.00 % |

|  | 52.89 % |

#### Resultados por Distrito Local
|  | 43.27 % |

|  | 16.85 % |

|  | 8.38 % |

|  | 24.32 % |

|  | 5.02 % |

|  | 40.67 % |

|  | 27.32 % |

|  | 9.25 % |

|  | 17.15 % |

|  | 3.08 % |

|  | 37.11 % |

|  | 25.69 % |

|  | 12.25 % |

|  | 17.58 % |

|  | 4.74 % |

|  | 39.90 % |

|  | 14.48 % |

|  | 11.12 % |

|  | 27.46 % |

|  | 5.05 % |

|  | 36.80 % |

|  | 19.49 % |

|  | 12.99 % |

|  | 23.83 % |

|  | 3.66 % |

|  | 42.86 % |

|  | 19.85 % |

|  | 4.72 % |

|  | 28.59 % |

|  | 0.79 % |

|  | 46.46 % |

|  | 24.83 % |

|  | 15.13 % |

|  | 1.27 % |

|  | 9.42 % |

|  | 39.94 % |

|  | 11.23 % |

|  | 34.33 % |

|  | 2.98 % |

|  | 9.24 % |

|  | 31.98 % |

|  | 37.03 % |

|  | 24.36 % |

|  | 2.29 % |

|  | 2.12 % |

|  | 37.25 % |

|  | 30.05 % |

|  | 24.76 % |

|  | 2.62 % |

|  | 2.63 % |

|  | 37.97 % |

|  | 29.99 % |

|  | 22.55 % |

|  | 2.16 % |

|  | 4.34 % |

|  | 43.24 % |

|  | 22.18 % |

|  | 30.79 % |

|  | 0.00 % |

|  | 1.23 % |

|  | 34.73 % |

|  | 46.78 % |

|  | 12.03 % |

|  | 0.03 % |

|  | 4.44 % |

|  | 36.61 % |

|  | 44.46 % |

|  | 16.05 % |

|  | 0.00 % |

|  | 0.00 % |

|  | 41.22 % |

|  | 43.71 % |

|  | 11.95 % |

|  | 0.00 % |

|  | 0.00 % |

|  | 39.77 % |

|  | 24.32 % |

|  | 17.44 % |

|  | 11.23 % |

|  | 4.67 % |

#### Resultados por Municipio
|  | 36.60 % |

|  | 31.48 % |

|  | 24.24 % |

|  | 2.17 % |

|  | 2.86 % |

|  | 39.99 % |

|  | 20.35 % |

|  | 10.17 % |

|  | 22.93 % |

|  | 4.01 % |

|  | 42.91 % |

|  | 21.27 % |

|  | 32.03 % |

|  | 0.00 % |

|  | 1.34 % |

|  | 42.72 % |

|  | 17.01 % |

|  | 26.16 % |

|  | 2.25 % |

|  | 9.32 % |

|  | 36.89 % |

|  | 45.30 % |

|  | 13.32 % |

|  | 0.01 % |

|  | 1.94 % |

|  | 39.77 % |

|  | 24.32 % |

|  | 17.44 % |

|  | 11.23 % |

|  | 4.67 % |